# Museum of London
Museum of London dokumenterer Londons historie fra palæolitisk tid til nutiden. Museet ligger i en bygning fra 1970'erne tæt på Barbican Centre, ca. 10 minutters gang nord for St Paul's Cathedral og entre er gratis. Museet som åbnede i 1970’erne ledes af Corporation of London. 
Museet viser en serie af kronologiske gallerier som indeholder originale effekter, billeder og diagrammer. Museet dækker principielt byens sociale og økonomiske historie med stærkt focus på den bebyggede by og den urbane udvikling. 
Dele af den gamle bymur kan ses lige uden for museet. Museet er ansvarligt for nødudgravninger i City of London. 
I 2003, åbnede museet en underafdeling kaldet The Museum in Docklands i en lagerbygning fra det 19. århundrede nær Canary Wharf på Isle of Dogs. Det nye museum viser den økonomiske og sociale historie for London Docklands.